# Sinelli Imre
Sinelli Imre (Komárom, 1622. június 29. – Bécs, 1685. február 25.) kapucinus, Lipót császár bizalmasa, bécsi püspök.

## Élete
Olasz mészáros fiaként született Komáromban, ezért Komárominak vagy Magyarnak nevezték. Kapucinusként 1670. június 2-án folyamodott széles sugarú, az egész Római Szent Birodalomra kiterjedő misszióért a Kongregációhoz. Későbbi kérése nyomán ezt 1673-ban Magyarországra is kiterjesztették. 1674 után miniszter volt.
Sinelli érdeme hogy a király 1674. június 6-án kelt okiratában megengedte a kapucinusok letelepedését Magyarországon. A pápa kérésére az uralkodót a török ellenes háborúra sarkallta. Előmozdította a magyar ügyek békés rendezését, a Wesselényi-összeesküvést követő
önkényuralom megszüntetésével a jogrend visszaállítását az országban. Elsősorban neki köszönhető, hogy a pápa a császárhoz küldte Marco d’Aviano kapucinust, a törökellenes háborúk kiemelkedő szónokát, hittérítőt.
Kitűnően képzett, szentéletű, a térítésben nagy hatású férfiú volt, akit Lipót császár kedvelt, olyannyira, hogy később a bécsi egyházmegye élére segítette (1681–1685). Sokat prédikált Bécsben és Prágában, ahol háromezernél több hívet vezetett vissza az katolikus egyházba. Szelepcsényi György érsek 1674. június 10-én kiadott levelében az ő közbenjárására hivatkozva járult hozzá a kapucinusok Bazinba telepedéséhez. Ezt a pozsonyi alapítás követte 1676-ban. A városban és környékén missziót tartott Guglielmo di Trento, Fiorenzo d’Austria, a cseh Cirill atya és mások közreműködésével. Három év alatt Pozsonyban száz, a környékén pedig 250 ágostai hitvallásút térítettek meg.